# نوت بورگه
نوت بورگه (انگلیسی: Knut Borge; ۲ سپتامبر ۱۹۴۹ – ۹ آوریل ۲۰۱۷) روزنامه‌نگار اهل نروژ بود.